# Tat'jana Nabieva
Tat'jàna Olègovna Nabìeva, spesso soprannominata Tanya (in russo Татья́на Оле́говна Наби́ева?; Puškin, 21 novembre 1994), è un'ex ginnasta russa, campionessa del mondo a squadre ai mondiali di Rotterdam del 2010.

## Carriera sportiva

### Carriera juniores
Nella categoria Junior la Nabieva è una delle ginnaste russe più di successo. Riesce infatti a vincere gli Europei di Clermont Ferrand 2008 al corpo libero, trave e con la squadra, oltre che l'all-around della Japan Cup 2009.

### Carriera senior
Nel 2010 diventa campionessa russa alle parallele e partecipa agli europei di Birmingham 2010 dove vince un oro a squadre e un bronzo al volteggio. Viene convocata insieme a Ksenija Semënova, Alija Mustafina, Anna Dement'eva, Ekaterina Kurbatova e Ksenija Afanas'eva per far parte della prima squadra mondiale a vincere un oro mondiale da quando la Russia è una nazione indipendente, pur cadendo dalle parallele durante la finale. Si piazza quinta in finale al volteggio e settima in finale individuale a causa di una caduta dalla trave.
Nel 2011 vince un argento alle parallele agli europei e viene convocata, insieme a Viktorija Komova, Ksenija Afanas'eva, Anna Dement'eva, Julija Belokobyl'skaja e Julija In'šina ai mondiali, dove la Russia vince una medaglia d'argento, mentre Tat'jana vince l'argento alle parallele.
Nel 2012 un infortunio non le permette di prepararsi al meglio per le Olimpiadi, infatti verrà convocata solo come riserva.
Nel 2013 vince un argento alle parallele ai campionati russi e viene convocata per l'Universiade di Kazan' dove vince un oro con la squadra e un argento alle parallele. Non riesce a entrare nella finale individuale a causa della regola "due ginnaste per paese". Dopo aver vinto tre ori (parallele, volteggio, individuale) in Coppa di Russia, viene convocata, insieme ad Alija Mustafina, Anna Rodionova e Marija Paseka, nella squadra dei Mondiali 2013. Gareggia solo a volteggio e parallele e non entra in nessuna finale individuale.

### Il ritiro e il ritorno
Dopo aver vinto un argento a squadre alla Coppa del Mondo di Stoccarda nel 2013, la Nabieva annuncia il suo ritiro e il suo desiderio di diventare allenatrice.
Nonostante questo, nel 2014 partecipa ai Campionati Nazionali Russi, vincendo un bronzo di squadra e uno al volteggio, e piazzandosi al 7º posto nel concorso generale, poi al ritiro estivo della nazionale russa, e alla Coppa di Russia a fine agosto, in cui esegue un esercizio al corpo libero con evidente scarsezza di impegno.

### 2014: Campionati del mondo di Nanning
Viene convocata a far parte della Nazionale russa per i Campionati del mondo di Nanchino. Nella finale a squadre compete al volteggio contribuendo con un alto punteggio al bronzo della Russia.

## Il Nabieva
Nel codice dei punti, il "Nabieva" è una variante della release move a parallele Ray in posizione tesa.